# Джаяварман IV
Джаяварман IV (кхмер. ជ័យវរ្ម័នទី៤, 1-е тысячелетие — 941) — правитель Кхмерской Империи (921—941).

## Биография
Джаяварман IV был сыном Махендрадеви, дочери Индравармана I, и женился на своей тете Джаядеви, сестре Яшовармана I. В конце царствования Харшавармана I, в 921 году, Джаяварман IV предъявил претензии на царство, а затем покинул столицу и решил создать свой собственный центр власти в 70 км к северо-востоку, построив собственную столицу, ныне известную как Кахкае. Брат Харшавармана I Ишанаварман II так и не смог восстановить единство власти и отобрать её от самозванца. После смерти Ишанавармана II в 928 году Джаяварман IV становится единственным правителем Кхмерской империи. В период его правления Кахкае де-факто с 921 года (а с 928 года — де-юре) и по 944 год становится столицей Кхмерской империи. Умер в 941 году и получил посмертное имя Парамашивапада.